# ジャマイカ・センター-パーソンズ/アーチャー駅
ジャマイカ・センター-パーソンズ/アーチャー駅（Jamaica Center–Parsons/Archer）はクイーンズ区ジャマイカにあるニューヨーク市地下鉄アーチャー・アベニュー線の駅で、同線の北側終端駅である。1988年12月11日に開業した。以前はジャマイカ・センター-パーソンズ・ブールバード駅（Jamaica Center – Parsons Boulevard）という駅名であった。パーソンズ・ブールバード - アーチャー・アベニュー交差点にあり、クイーンズ区東部からのバスと地下鉄の重要な乗換駅になっている。また、BMTジャマイカ線160丁目駅およびロングアイランド鉄道ユニオン・ホール・ストリート駅（いずれも廃駅）の代替駅にもなっている。

## 駅構造
| G                 | 地上階                                     | 出入口 |
| B1                | 改札階                                     | 改札、駅員詰所、メトロカード自動販売機 （アーチャー・アベニュー南側のパーソンズ・ブールバード上にエレベーターあり） |
| B2 上層階 （IND） | 南行線                                     | ← ワールド・トレード・センター駅行 （サットフィン・ブールバード-アーチャー・アベニュー-JFKエアポート駅）            |
| B2 上層階 （IND） | 島式ホーム、到着番線により開くドアが変わる | |
| B2 上層階 （IND） | 南行線                                     | ← ワールド・トレード・センター駅行 （サットフィン・ブールバード-アーチャー・アベニュー-JFKエアポート駅）            |
| B3 下層階 （BMT） | 南行線                                     | ← （朝ラッシュ時：）ブロード・ストリート駅行 （サットフィン・ブールバード-アーチャー・アベニュー-JFKエアポート駅）  |
| B3 下層階 （BMT） | 島式ホーム、到着番線により開くドアが変わる | |
| B3 下層階 （BMT） | 南行線                                     | ← （朝ラッシュ時：）ブロード・ストリート駅行 （サットフィン・ブールバード-アーチャー・アベニュー-JFKエアポート駅）  |

ジャマイカ・センター-パーソンズ/アーチャー駅は2層構造になっており、上層階（IND）は終日E系統が発着し、下層階（BMT）はJ系統が終日、Z系統がラッシュ時に発着している。各層とも島式ホーム1面2線でホーム長はBディビジョンの編成長に合わせて183メートル（600フィート）になっている。ただし、BMT東部地区では編成長が146メートル（480フィート）しかないため、下層階ホームでは両端にフェンスを設けて乗客がホームに転落するのを防いでいる。
各層とも壁は黄褐色のレンガ造り、床は赤レンガになっており、屋根は薄い金属板である。

### 出入口
以下の位置に出入口がある。

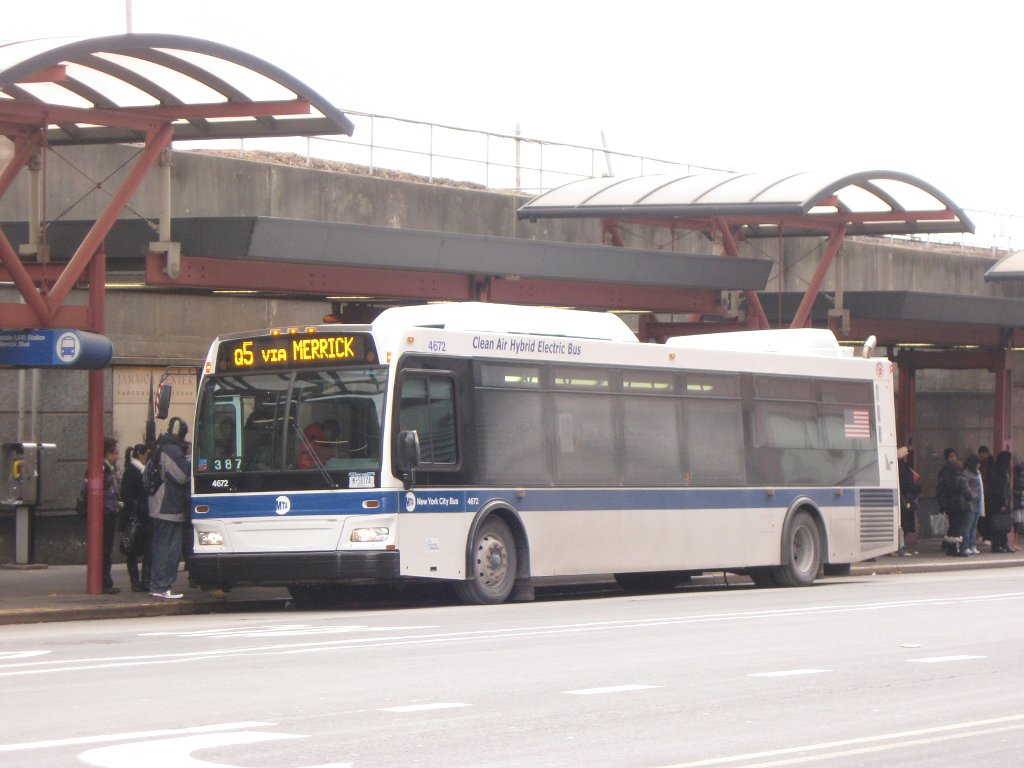
バスターミナル

- 階段1本とエレベーター1基、アーチャー・アベニュー-パーソンズ・ブールバード交差点南東[2]。
- 階段1本、アーチャー・アベニュー-パーソンズ・ブールバード交差点北東[2]。
- 階段1本、アーチャー・アベニュー-153丁目交差点北東[2]。
- 階段1本、アーチャー・アベニュー-158丁目交差点南東[2]。
- 階段1本、アーチャー・アベニュー-158丁目交差点南西[2]。

### インフラ
両階の線路は、将来拡張する可能性があるため駅を越えて伸びているが、現在は倉庫として使用されている。下層階では、線路は列車1両分続き、車止めで終わっている。これは190丁目-ホリス・アベニュー（LIRRホリス駅付近）方面への延長計画であった。下層の線路が終わるところでは、トンネルの終端（160丁目下）に転轍機がある。上層では、線路は約2,000フィート伸び、地下60フィートでLIRR本線の下を南にカーブする。その後、ヨーク・カレッジ・キャンパス内の160丁目の下を走り、サウス・ロード付近の車止めで終わる。ここは、1973年にこの路線が起工された場所である。計画では、この線路はLIRRローカスト・モーナー支線の敷地を使用し、LIRRスプリングフィールド・ブールバード駅またはローズデール駅まで走ることになっていた。上層線路の路盤が終わる場所には、クイーンズ南東部へ行く線路が建設された場合、外に出るためのポータルが用意されている。
上層階ホームの東、D2A線（上層階）ベンチ壁のトンネル奥に中央計器室（753CIR）がある。
駅の東側、上層階のD1A最後尾線路の横では、トンネルのキャットウォーク構造が広がり、線路はD2A線路と共に南にカーブしている。キャットウォーク構造の終点には、下層の引き上げ線への階段がある。

## ジャマイカ・センター・バスターミナル
ジャマイカ・センター-パーソンズ/アーチャー駅にはジャマイカ・センター・バスターミナルが併設されている。LIRRジャマイカ駅とサットフィン・ブルバード・ヒルサイド・アベニュー駅に隣接するサットフィン・ブルバード沿い（主に南行側）、ジャマイカ・アベニュー沿い、アーチャー・アベニュー沿い（主に東行き側）にバス停があるだけだが、ジャマイカ内の主要な交通拠点として機能している。ジャマイカ・アベニューにあった160丁目のジャマイカ高架駅も、建設当初はトロリーバス系統の主要拠点だった。トロリーバスの一部路線は、現在のバス系統の前身である。ジャマイカ・センター駅の南側には、LIRRの高架に沿ってバスターミナルがあり、AからHまでのバス停がある。ターミナルの西側部分（F・G・Hのりばとバス待合所）は、「ティアドロップ・キャノピー」とも呼ばれている。
| 路線               | 西端                                                              | 東端                                                             | 経由地 | 備考 |  |
| MTAバス            | MTAバス                                                           | MTAバス                                                          | MTAバス | MTAバス |  |
| ------------------ | ----------------------------------------------------------------- | ---------------------------------------------------------------- | --- | --- |  |
| Q6                 | 165丁目バスターミナル                                             | JFK国際空港                                                      | ジャマイカ・アベニュー、 サットフィン・ブールバード、ロッカウェイ・ブールバード、ノース・バウンダリー・ロード                                                                     | |  |
| Q6 LTD             | 165丁目バスターミナル                                             | JFK国際空港                                                      | ジャマイカ・アベニュー、サットフィン・ブールバード、ロッカウェイ・ブールバード、ノース・バウンダリー・ロード                                                                      | 一部の停留所を通過                                                                                                  |  |
| Q8                 | 165丁目バスターミナル                                             | スプリング・クリーク                                             | ジャマイカ・アベニュー、101番街、ファウンテン・アベニュー | |  |
| Q9                 | 165丁目バスターミナル                                             | サウス・オゾン・パーク                                           | ジャマイカ・アベニュー、サットフィン・ブールバード、リバティ・アベニュー、135丁目（北行）、ヴァン・ウィック・エクスプレスウェイ・サービス・ロード（南行）、リンカーン・ストリート | |  |
| Q25                | サットフィン・ブールバード-アーチャー・アベニュー-JFKエアポート駅 | カレッジ・ポイント                                               | パーソンズ・ブールバード、キッセナ・ブールバード、127丁目 | |  |
| Q25 LTD            | サットフィン・ブールバード-アーチャー・アベニュー-JFKエアポート駅 | カレッジ・ポイント                                               | パーソンズ・ブールバード、キッセナ・ブールバード、127丁目 | 一部の停留所を通過                                                                                                  |  |
| Q34                | サットフィン・ブールバード-アーチャー・アベニュー-JFKエアポート駅 | ホワイトストーン                                                 | パーソンズ・ブールバード、キッセナ・ブールバード、ユニオン・ストリート | |  |
| Q41                | 165丁目バスターミナル                                             | ハワード・ビーチ                                                 | 127丁目、109番街、クロス・ベイ・ブールバード | |  |
| Q65                | サットフィン・ブールバード-アーチャー・アベニュー-JFKエアポート駅 | カレッジ・ポイント                                               | 164丁目、45番街、カレッジ・ポイント・ブールバード | NY&QCフラッシング-ジャマイカ線およびカレッジ・ポイント線のバス転換路線                                              |  |
| Q110               | パーソンズ・ブールバード駅または ジャマイカ-179丁目駅             | ベルモントパーク競馬場                                           | ジャマイカ・アベニュー、ヘンプステッド・アベニュー | |  |
| Q111               | パーソンズ・ブールバード駅                                        | ローズデールまたはシダーハースト                                 | ガイ・R・ブリュワー・ブールバード、147番街、（シダーハースト行のみ）： ローズデール・ロード、ペニンシュラ・ブールバード                                                           | ロングアイランド電気鉄道ファー・ロッカウェイ線のバス転換路線                                                        |  |
| Q112               | パーソンズ・ブールバード駅                                        | オゾン・パーク                                                   | サウス・ロード、リバティ・アベニュー | |  |
| Q113 LTD           | パーソンズ・ブールバード駅                                        | ファー・ロッカウェイ                                             | ガイ・R・ブリュワー・ブールバード、ロッカウェイ・ブールバード、ナッソー・エクスプレスウェイ                                                                                       | - ロングアイランド電気鉄道ファー・ロッカウェイ線のバス転換路線 - 夜間はQ114系統は各駅停車になり、Q113系統は運休する |  |
| Q114 LTD           | パーソンズ・ブールバード駅                                        | ファー・ロッカウェイ                                             | ガイ・R・ブリュワー・ブールバード、147番街、ロッカウェイ・ターンパイク | - ロングアイランド電気鉄道ファー・ロッカウェイ線のバス転換路線 - 夜間はQ114系統は各駅停車になり、Q113系統は運休する |  |
| ニューヨーク市バス |                                                                   |                                                                  | | |  |
| Q4                 | カンブリア・ハイツ                                                | カンブリア・ハイツ                                               | メリック・ブールバード、リンデン・ブールバード | |  |
| Q4 LTD             | カンブリア・ハイツ                                                | カンブリア・ハイツ                                               | メリック・ブールバード、リンデン・ブールバード | 一部の停留所を通過                                                                                                  |  |
| Q5                 | ローズデールまたはグリーン・エーカー・モール、バレー・ストリーム  | ローズデールまたはグリーン・エーカー・モール、バレー・ストリーム | メリック・ブールバード、フック・クリーク・ブールバード、サンライズ・ハイウェイ（グリーン・エーカー・モール行のみ）                                                                | |  |
| Q5 LTD             | ローズデール                                                      | ローズデール                                                     | メリック・ブールバード、フック・クリーク・ブールバード | 一部の停留所を通過                                                                                                  |  |
| Q20A               | メリック・ブールバード - アーチャー・アベニュー                   | カレッジ・ポイント                                               | アーチャー・アベニュー、メイン・ストリート、ユニオン・ストリート、20番街 | |  |
| Q20B               | メリック・ブールバード - アーチャー・アベニュー                   | カレッジ・ポイント                                               | アーチャー・アベニュー、メイン・ストリート、ユニオン・ストリート、14番街 | |  |
| Q24                | 168丁目 - アーチャー・アベニュー                                  | ブッシュウィック                                                 | ジャマイカ-アーチャー・アベニュース、アトランティック・アベニュー、ブロードウェイ                                                                                                 | |  |
| Q30                | リトルネックまたはベイサイド                                      | リトルネックまたはベイサイド                                     | ホームローン・ストリート、ユートピア・パークウェイ、ホレース・ハーディング・エクスプレスウェイ、スプリングフィールド・ブールバード（ベイサイド行のみ）                            | |  |
| Q31                | ベイサイド                                                        | ベイサイド                                                       | ジャマイカ-アーチャー・アベニュース、ホームローン・ストリート、ユートピア・パークウェイ、47-48番街、ベル・ブールバード、フランシス・ルイス・ブールバード                          | |  |
| Q42                | アディスリー・パーク                                              | アディスリー・パーク                                             | リバティ・アベニュー、174丁目、セイヤーズ・アベニュー | |  |
| Q44 SBS            | メリック・ブールバード - アーチャー・アベニュー                   | ウェスト・ファームズ                                             | アーチャー・アベニュー、メイン・ストリート、ユニオン・ストリート、パーソンズ・ブールバード、ホワイトストーン・エクスプレスウェイ、クロス・ブロンクス・エクスプレスウェイ          | |  |
| Q54                | 170丁目 - ジャマイカ・アベニュー                                  | ウィリアムズバーグ橋プラザバスターミナル                         | ジャマイカ・アベニュー、メトロポリタン・アベニュー、グランド・ストリート | BMT路面電車線の代替路線                                                                                             |  |
| Q56                | 170丁目 - ジャマイカ・アベニュー                                  | ブロードウェイ・ジャンクション                                   | ジャマイカ・アベニュー | BMT路面電車線の代替路線                                                                                             |  |
| Q83                | パーソンズ・ブールバード駅                                        | カンブリア・ハイツまたはセント・オールバンズ                     | リバティ・アベニュー、マードック・アベニュー | |  |
| Q84                | ローレルトン                                                      | ローレルトン                                                     | メリック・ブールバード、120番街 | |  |
| Q85                | ローズデールまたはグリーン・エーカー・モール、バレー・ストリーム  | ローズデールまたはグリーン・エーカー・モール、バレー・ストリーム | メリック・ブールバード、ベデル・ストリート、コンジット・アベニュー、243丁目（ローズデール行のみ）またはグリーン・エーカー・モール（グリーン・エーカー・モール行のみ）             | 旧NY&LIT ブルックリン-フリーポート線の一部のバス転換路線                                                            |  |
| NICEバス           |                                                                   |                                                                  | | |  |
| n4                 | フリーポート                                                      | フリーポート                                                     | メリック・ロード、メリック・ブールバード | 旧NY&LIT ブルックリン-フリーポート線の一部のバス転換路線                                                            |  |
| n4X                | フリーポート                                                      | フリーポート                                                     | メリック・ロード、メリック・ブールバード | フリーポート駅行き急行                                                                                              |  |